# Сешваль
Сешва́ль (фр. Sécheval) — коммуна во Франции, находится в регионе Шампань — Арденны. Департамент — Арденны. Входит в состав кантона Ранве. Округ коммуны — Шарлевиль-Мезьер.
Код INSEE коммуны — 08408.
Коммуна расположена приблизительно в 210 км к северо-востоку от Парижа, в 105 км севернее Шалон-ан-Шампани, в 11 км к северу от Шарлевиль-Мезьера. Стоит на реке Фо.

## Население
Население коммуны на 2008 год составляло 499 человек.
| 1962 | 1968 | 1975 | 1982 | 1990 | 1999 | 2008 |
| ---- | ---- | ---- | ---- | ---- | ---- | ---- |
| 267  | 279  | 321  | 348  | 408  | 395  | 499  |

## Экономика
В 2007 году среди 319 человек в трудоспособном возрасте (15—64 лет) 222 были экономически активными, 97 — неактивными (показатель активности — 69,6 %, в 1999 году было 70,6 %). Из 222 активных работали 207 человек (115 мужчин и 92 женщины), безработных было 15 (6 мужчин и 9 женщин). Среди 97 неактивных 21 человек были учениками или студентами, 29 — пенсионерами, 47 были неактивными по другим причинам.

## Фотогалерея

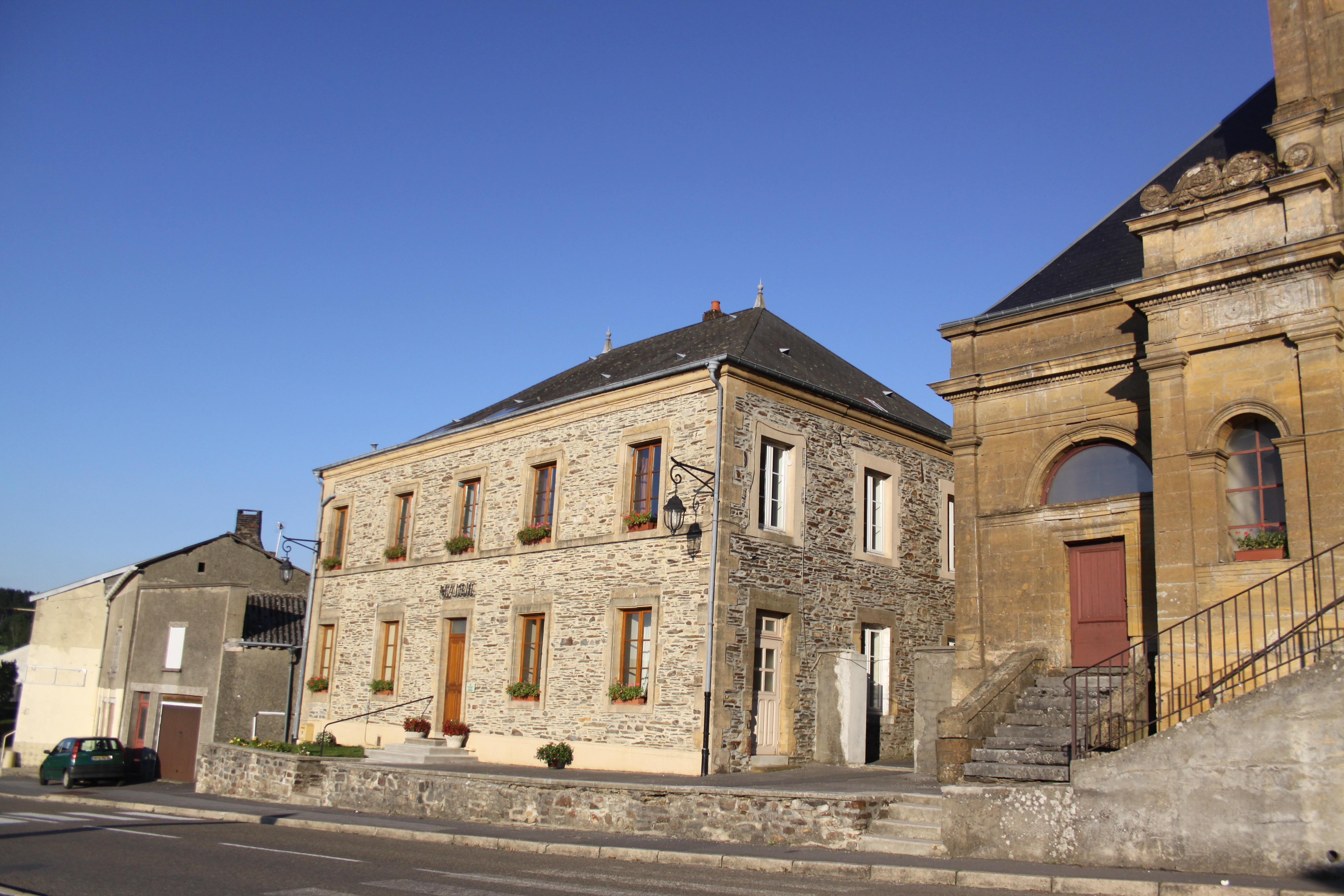
Мэрия
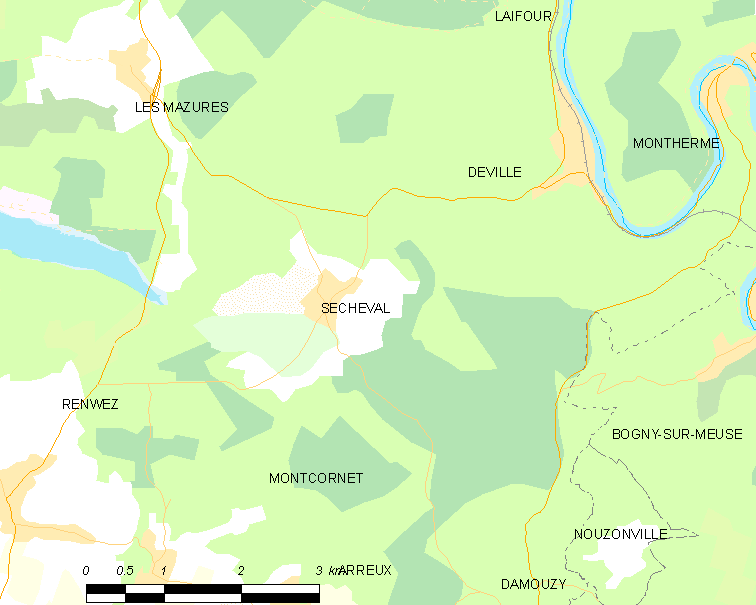
Карта коммуны